# Philip
Philip (også stavet Filip, Fillip etc.) er et drengenavn, der kommer af græsk Φίλιππος (phílippos, Philippos, lit. "heste elskende" eller "glad for heste" fra en sammensætning af φίλος (philos, "kær", "elsket", "kærlig") og ἵππος (flodheste, "hest").). Navnet har sin oprindelse i antikkens makedonske kongehus, som holdt meget af heste.

## Personer med fornavnet Philip

### Makedonske konger
- Philip 1. af Makedonien
- Philip 2. af Makedonien
- Philip 3. af Makedonien
- Philip 4. af Makedonien
- Philip 5. af Makedonien

### Kristne helgener
- Filip (apostel)
- Filip (evangelist)

### Andre antikke personer
- Philippus Arabs
- Filippos fra Thessalonika

### Franske konger(Philippe)
- Filip 1. af Frankrig
- Filip 2. af Frankrig
- Filip 3. af Frankrig
- Filip 4. den Smukke
- Filip 5. af Frankrig
- Filip 6. af Frankrig

### Spanske konger(Felipe)
- Filip 1. af Kastilien
- Filip 2. af Spanien
- Filip 3. af Spanien
- Filip 4. af Spanien
- Filip 5. af Spanien
- Filip 6. af Spanien

### Andre kongelige og adelige
- Filip af Sverige
- Philip af Slesvig-Holsten-Gottorp
- Philipp 1. af Hessen
- Filip 1., hertug af Parma
- Philipp af Hessen
- Prins Philip, hertug af Edinburgh
- Prins Carl Philip af Sverige

### Andre
- Philip Agee
- Philip Grant Anderson (kendt som Phil Anderson)
- Philippe Ariès
- Frederik Philip Carl August Barth
- Philipp August Böckh
- Philipp Freiherr von Boeselager
- Philip David Charles Collins (kendt som Phil Collins)
- Philip Deignan
- Philip K. Dick
- Philip G. Epstein
- Philippe Gaubert
- Philippe Gilbert
- Philip Glass
- Philip Henry Gosse
- Philipp Heerwagen
- Filippo Inzaghi
- Philip Lamantia
- Philip de Lange
- Philip Larsen
- Filippo Tommaso Marinetti
- Philip Marlowe
- Philipp Melanchthon
- Filippo Neviani (kendt som Nek)
- Philippe Noiret
- Phillip O'Donnell (kendt som Phil O'Donnell)
- Philippus Paracelsus
- Philippe Pétain
- Filippo Pozzato
- Philip Pullman
- Philipp Reis
- Philip Roth
- Philipp Scheidemann
- Philip Schou
- Philip Selway
- Philippe Senderos
- Philip Sheridan
- Philipp Jacob Spener
- Philippus Axelsen Thott
- Philippe Thys
- Phillip Marco Vallentin
- Philip Weilbach
- Philip Whalen
- Philip Younghusband
- Philip Julich Lihme

### Philippa
Pigenavnet Philippa er en feminin variant af Philip:
- Philippa af England
- Philippa Bulgin

## Efternavn
Philip kan også bruges som efternavn:
- Anja Philip (videnskabsjournalist)
- Anja Philip (caster)
- Grethe Philip
- Kjeld Philip

## Steder
- Filippinerne – en asiatisk østat
- Filips Sogn (med Filips Kirke) – et sogn i København
- Filipstad – hovedby i Filipstads kommun, Sverige

## Andet
- Filipendula – latinsk navn for mjødurt
- Philips – hollandsk teknologiproducent, stiftet af Gerard Philips
- Phillipskurven – økonomisk model, udviklet af A.W. Phillips